# Bojar Orša (1909.)
Bojar Orša (rus. Боярин Орша) ruski je film redatelja Pjotra Čardinina iz 1909. godine.
Film je snimljen prema poemi Bojar Orša Mihaila Ljermontova, napisane 1836., a objavljene 1842. godine.

## Uloge
- Aleksandra Gončarova
- Andrej Gromov
- Pjotr Čardinin